# Herman (Nebraska)
Herman és una població dels Estats Units a l'estat de Nebraska. Segons el cens del 2000 tenia 310 habitants.

## Demografia
Segons el cens del 2000, Herman tenia 310 habitants, 134 habitatges, i 86 famílies. La densitat de població era de 797,9 habitants per km².
Dels 134 habitatges en un 26,9% hi vivien nens de menys de 18 anys, en un 55,2% hi vivien parelles casades, en un 5,2% dones solteres, i en un 35,8% no eren unitats familiars. En el 32,1% dels habitatges hi vivien persones soles el 16,4% de les quals corresponia a persones de 65 anys o més que vivien soles. El nombre mitjà de persones vivint en cada habitatge era de 2,31 i el nombre mitjà de persones que vivien en cada família era de 2,93.
Per edats la població es repartia de la següent manera: un 23,5% tenia menys de 18 anys, un 8,7% entre 18 i 24, un 27,1% entre 25 i 44, un 23,2% de 45 a 60 i un 17,4% 65 anys o més.
L'edat mediana era de 38 anys. Per cada 100 dones de 18 o més anys hi havia 107,9 homes.
La renda mediana per habitatge era de 38.750 $ i la renda mediana per família de 47.750 $. Els homes tenien una renda mediana de 31.750 $ mentre que les dones 20.795 $. La renda per capita de la població era de 16.492 $. Aproximadament l'11,8% de les famílies i l'11,1% de la població estaven per davall del llindar de pobresa.

## Poblacions més properes
El següent diagrama mostra les poblacions més properes.